# ورزشگاه جوانان
ورزشگاه جوانان (انگلیسی: Youth Arena) یک سالن سرپوشیده در شهر ریودو ژانیرو، برزیل است.
این ورزشگاه که ۵٬۰۰۰ نفر جمعیت دارد میزبان مسابقات بسکتبال و شمشیربازی پنچ‌گانه مدرن بازی‌های المپیک تابستانی ۲۰۱۶ خواهد بود.

## نگارخانه

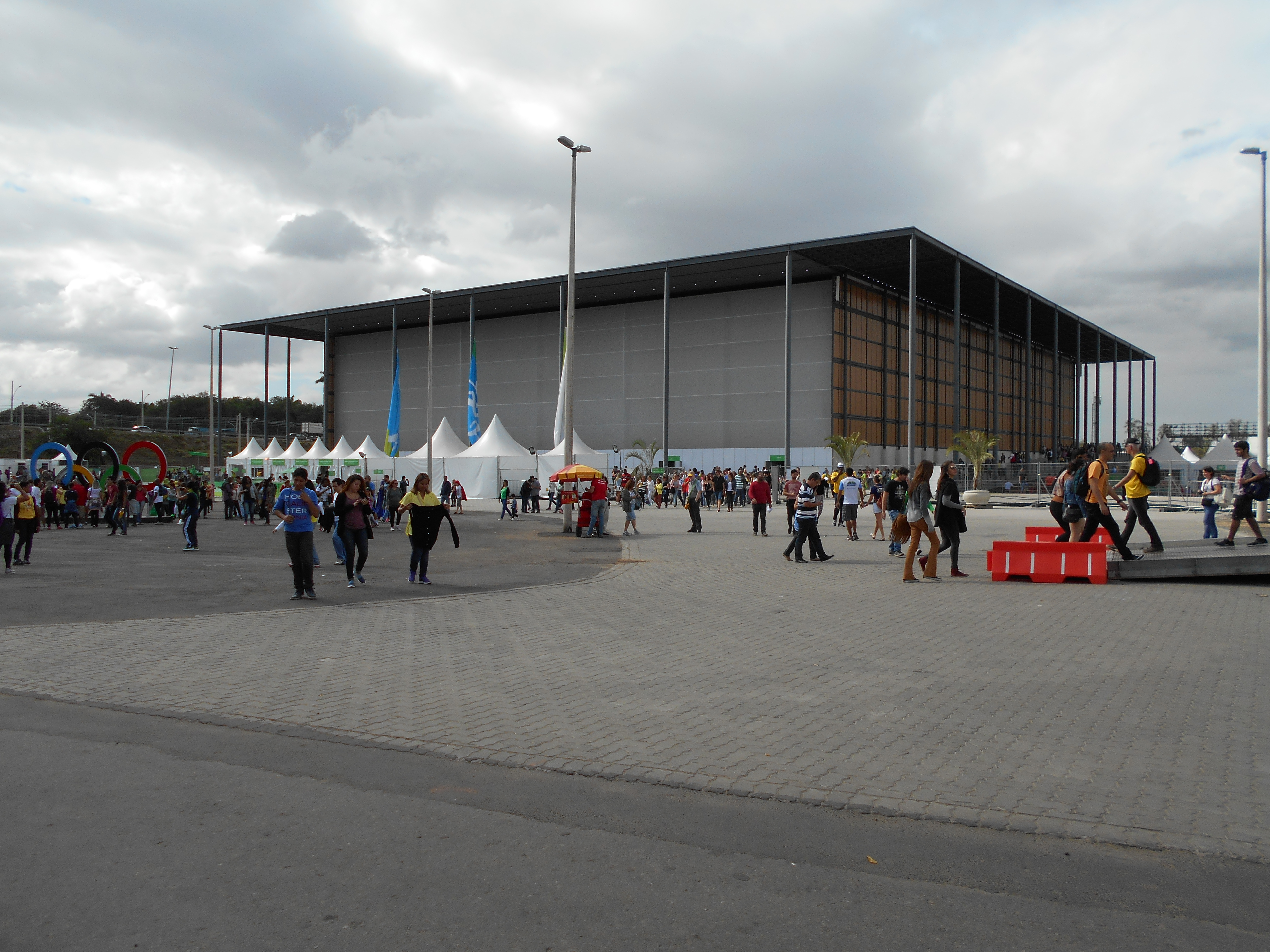
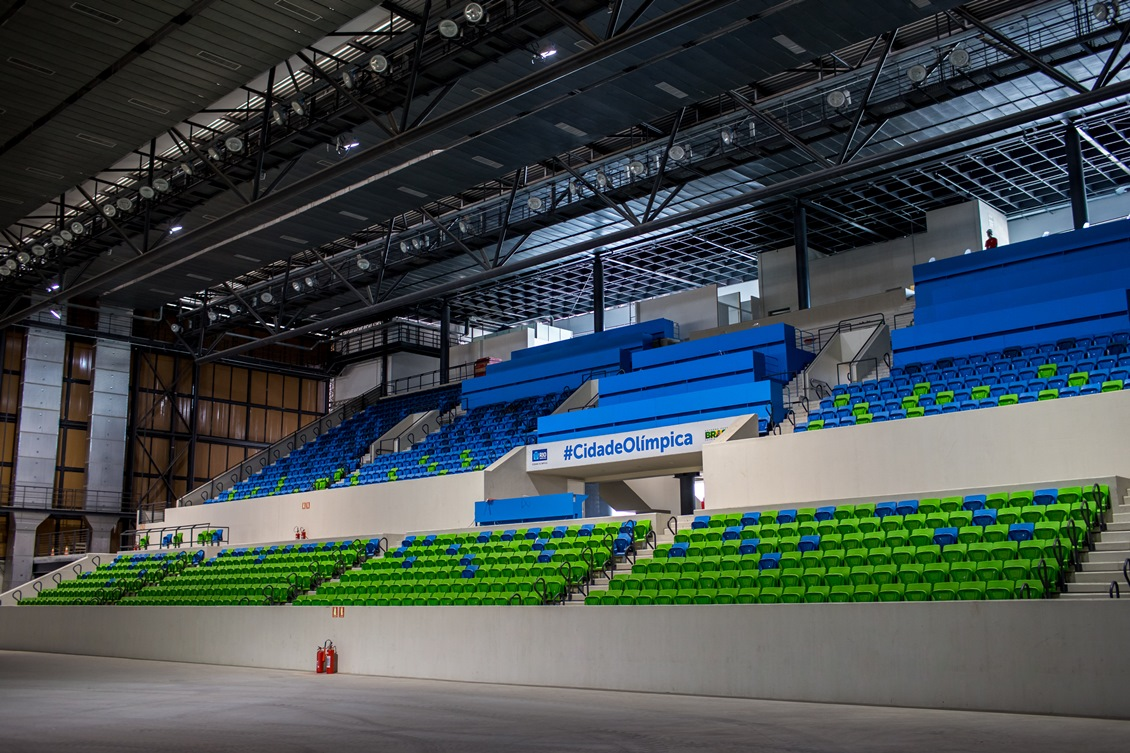
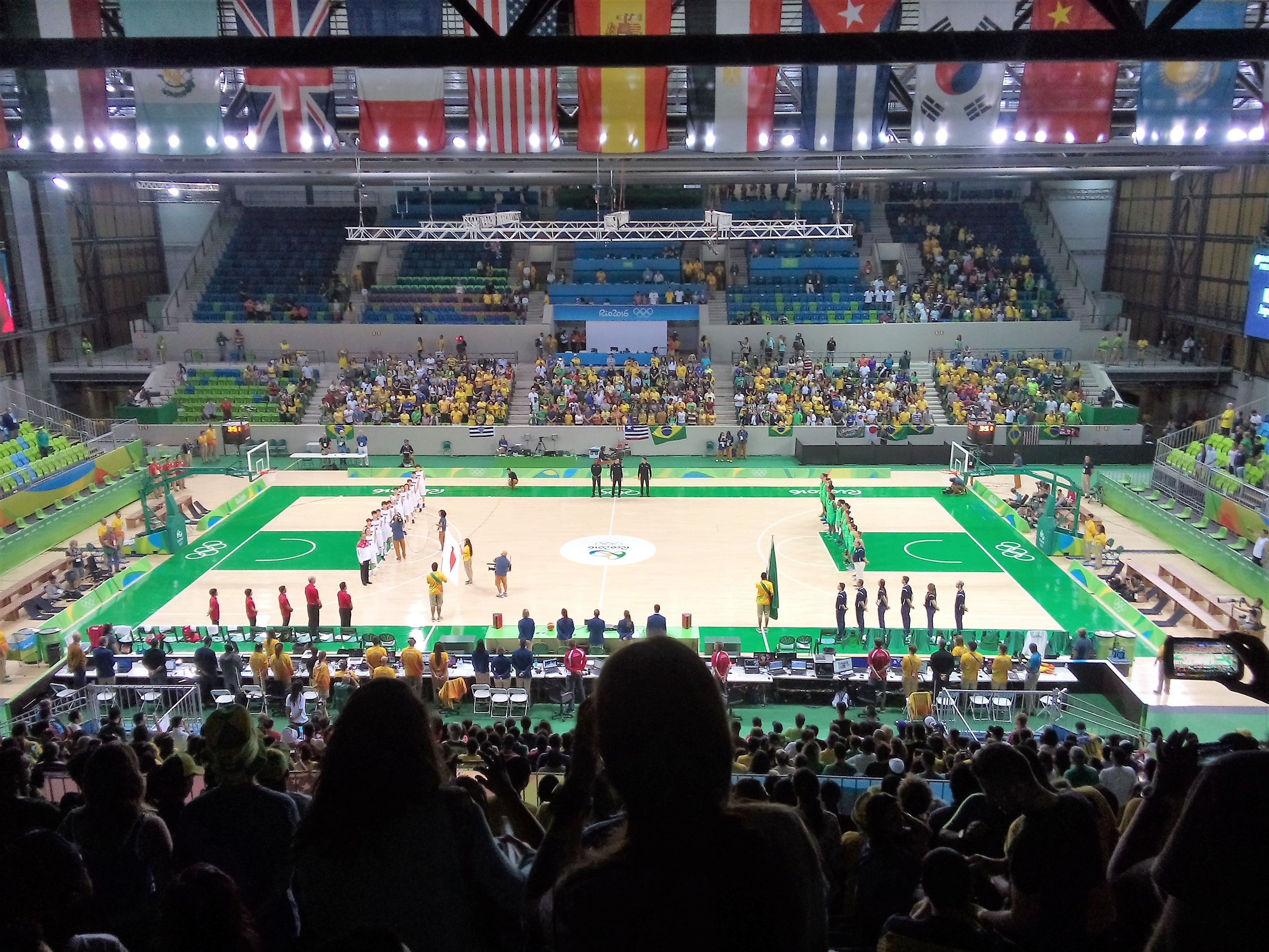